# Alopecosa hirtipes
Alopecosa hirtipes là một loài nhện trong họ Lycosidae.
Loài này thuộc chi Alopecosa. Alopecosa hirtipes được Wladislaus Kulczynski miêu tả năm 1907.